# بخش پایک (شهرستان مدیسون، اوهایو)
بخش پایک (به انگلیسی: Pike Township) یک منطقهٔ مسکونی در ایالات متحده آمریکا است که در شهرستان مدیسون، اوهایو واقع شده‌است.
 بخش پایک ۶۷٫۲ کیلومتر مربع مساحت و ۵۳۱ نفر جمعیت دارد و ۳۰۷ متر بالاتر از سطح دریا واقع شده‌است.